# Pisissarfik (Berg, Nuuk)
Der Pisissarfik (nach alter Rechtschreibung Pisigsarfik) ist ein rund 1100 Meter hoher grönländischer Berg im Distrikt Nuuk in der Kommuneqarfik Sermersooq.

## Lage
Der Berg befindet sich am nördlichen Ufer des Kapisillit Kangerluat nahe dessen Mündung. 13 km östlich befindet sich Neriunaq und 15 km östlich Kapisillit. Nuuk liegt etwa 63 km südwestlich. Während er von der Landseite aus verhältnismäßig flach ansteigt, fällt der Pisissarfik zur Meerseite hin in einer steilen Klippe ab und ist aufgrund seiner markanten Gestalt einer der auffälligsten Berge der Region. Vor dem Berg liegt befindet sich eine kleine Landzunge, die in den Fjord ragt, sowie die kleine Insel Qeqertannguaq.

## Geschichte
Am Nordufer des Kapisillit Kangerluat befinden sich die Überreste von acht Höfen der Grænlendingar. 1953 wurden zudem sechs Mumien in Höhlen am Pisissarfik gefunden.

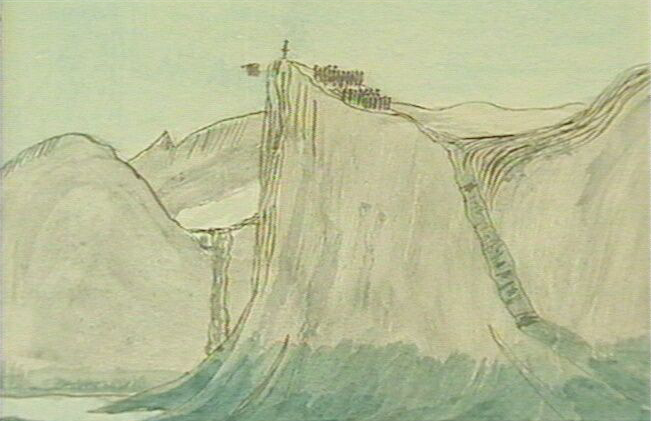
Aquarell von Aron von Kangeq mit der Legende der zwei Freunde.

Der Pisissarfik ist Handlungsort einer grönländischen Legende: Ein Grönländer und ein Skandinavier waren beste Freunde und zudem begnadete Bogenschützen. Eines Tages schlug der Skandinavier vor, sich unter dem Beisein bedeutender Männer auf dem Berg zu treffen und ein Wettschießen durchzuführen und der Verlierer sollte vom Berg in den Tod gestürzt werden. Dafür wurde ein Rentierfell auf der kleinen Insel vor dem Berg aufgestellt. Der Grönländer weigerte sich, da er nicht wollte, dass einer von ihnen beiden stirbt, ließ sich schließlich aber überreden. Der Grönländer traf, während der Skandinavier daneben schoss. Der Grönländer weigerte sich daraufhin, seinen Freund die Klippe herunterzustoßen. Daraufhin sprang der Skandinavier selbst den Berg hinab und starb. Seither trägt der Berg seinen Namen, der übersetzt „Wo man mit dem Bogen schießt“ bedeutet.
Diese Version der Legende stammt von Aron von Kangeq, der sie Hinrich Johannes Rink erzählte, welcher sie niederschrieb. Aron von Kangeq zeichnete die Legende auch als Aquarell. Die Tatsache, dass die Legende nur in dieser Form existiert und auch im Vergleich zu den übrigen sehr variablen Legenden immer an genau diesem Berg spielt, wird als Zeichen gesehen, dass sie auf einer wahren Begebenheit beruht. Dafür spricht auch, dass der Handlungsverlauf mit dem vorgeschlagenen Tod aus Spaß nicht dem Denkmuster der Inuit entstammen kann.